# Дома 1068 км
Дома 1068 км (рос. Дома 1068 км) — починок в Малопургинському районі Удмуртії, Росія.

## Населення
Населення — 22 особи (2010; 28 в 2002).
Національний склад станом на 2002 рік:
- удмурти — 96 %